# Jerzy (Wladimiru)
Jerzy, imię świeckie Jeorjos Wladimiru (ur. 27 marca 1966 w Zakaki) – cypryjski duchowny prawosławny w jurysdykcji Patriarchatu Aleksandrii, od 2012 metropolita Gwinei.

## Życiorys
Święcenia diakonatu przyjął 30 czerwca 1998, a prezbiteratu – 5 lipca tego samego roku. 4 marca 2001 otrzymał chirotonię biskupią. W latach 2001–2004 był tytularnym metropolitą Nilupolis, następnie metropolitą Zimbabwe (2004–2010) i metropolitą Akry (2010–2012).
W czerwcu 2016 r. uczestniczył w Soborze Wszechprawosławnym na Krecie.